# Eurynora flavoeola
Eurynora flavoeola är en fjärilsart som beskrevs av Rothschild 1912. Eurynora flavoeola ingår i släktet Eurynora och familjen björnspinnare. Inga underarter finns listade i Catalogue of Life.